# Latvijas PSR čempionāts futbolā 1960
L'edizione 1960 del massimo campionato di calcio lettone fu la 16ª come competizione della Repubblica Socialista Sovietica Lettone; il titolo fu vinto dall'ASK, giunto al suo terzo titolo.

## Formato
Il campionato era formato da dodici squadre che si incontrarono in gironi di andata e ritorno per un totale di 18 turni; erano assegnati due punti alla vittoria, un punto al pareggio e zero per la sconfitta.

## Classifica finale
|                        | Pos. | Squadra              | Pt | G  | V  | N | P  | GF | GS | DR  |
| ---------------------- | ---- | -------------------- | -- | -- | -- | - | -- | -- | -- | --- |
| RSS Lettone (bandiera) | 1.   | ASK Rīga             | 40 | 22 | 19 | 2 | 1  | 88 | 14 | +74 |
|                        | 2.   | Pilots Riga          | 30 | 22 | 13 | 4 | 5  | 44 | 22 | +22 |
|                        | 3.   | RVR Riga             | 29 | 22 | 12 | 5 | 5  | 48 | 34 | +14 |
|                        | 4.   | VEF Riga             | 27 | 22 | 10 | 7 | 5  | 63 | 43 | +20 |
|                        | 5.   | Vulkans Kuldiga      | 26 | 22 | 11 | 4 | 7  | 41 | 33 | +8  |
|                        | 6.   | RĖZ Riga             | 24 | 22 | 9  | 6 | 7  | 41 | 32 | +9  |
|                        | 7.   | Celtnieks Daugavpils | 23 | 22 | 9  | 5 | 8  | 41 | 31 | +10 |
|                        | 8.   | Tosmares c. Liepaja  | 20 | 22 | 9  | 2 | 11 | 46 | 41 | +5  |
|                        | 9.   | Rigas Audums         | 18 | 22 | 8  | 2 | 12 | 37 | 59 | -22 |
|                        | 10.  | Rēzekne              | 17 | 22 | 6  | 5 | 11 | 28 | 49 | -21 |
|                        | 11.  | Dinamo Riga          | 9  | 22 | 3  | 3 | 16 | 23 | 73 | -50 |
|                        | 12.  | Jelgava              | 1  | 22 | 0  | 1 | 21 | 20 | 89 | -69 |